# إيفان توث
إيفان توث (بالمجرية: Tóth Iván) هو لاعب كرة قدم ومدرب كرة قدم مجري في مركز حراسة المرمى، ولد في 22 مارس 1971 في بودابست في المجر. لعب مع دوناكانيار-فاك ونادي بودابست هونفيد.